# Ratno novinarstvo
Ratno novinarstvo je posebna vrsta novinarstva kojom se bave ratni izvjestitelji. Načelno, zadatak je ratnoga novinarstva objektivno izvještavanje o sukobima, s neutralnoga motrišta. U stvarnosti, ono je nerijetko neizravni ili izravni oblik ratne propagande.

## Povijest ratnoga novinarstva
Ratnim novinarima može se pripisati jako duga tradicija: 
- Homerova „Odiseja“ bi se mogla svrstati u ratno novinarstvo zbog podrobnih opisivanja bitaka.
- Aleksandar Veliki imao je vlastitu postrojbu ratnih izvjestitelja
- Maximilian I, car Svetog Rimskog Carstva prvi je iskoristio tisak u ratne svrhe

Prvi put se vojska požalila na nekoga novinara 1809. godine u pismu Duke Wellingtona ministru rata Lordu Liverpoolu kako detaljna izvješća Henryja Crabbea Robinsona, novinara Timesa, daju neprijatelju točne informacije o vojnoj snazi, moralu i položaju. Argument kako protivnik dobiva informacije od masovnih medija postao je standardnim obrazloženjem pojma cenzura u ratno doba. Krimski rat, koji se također naziva i „prvim novinarskim ratom“, pratili su mnogi novinari. Među njima je bio i William Howard Russell kojega se može nazvati prvim profesionalnim ratnim izvjestiteljem.

### Prvi svjetski rat
Prvi svjetski rat bio je važno razdoblje u razvoju masovnih medija kao instrumenata masovne propagande. Mnogo je novca uloženo u cenzuru, nadzor informacija i utjecaj na medije. Najviše su se koristile priče o zvjerstvu kako bi se stvorilo protunjemačko raspoloženje. Najpopularnije priča Britanaca, koju je proširio i Times, bila je kako se tijela poginulih njemačkih vojnika koriste za proizvodnju glicerina.

### Drugi svjetski rat
Što se tiče Drugoga svjetskoga rata, za propagandu su se još uvijek koristile priče o zvjerstvu i još se više novca potrošilo za korištenje medija. Uz to, po prvi put se radio i film koriste za propagandne svrhe. Winston Churchill podupirao je cenzuru opisujući BBC kao „neprijatelja unutar vrata; konstantno prouzrokuje nevolje ; šteti više nego što koristi."

### Rat u Vijetnamu
Jedan od važnijih događaja u ratnom novinarstvu bio je rat u Vijetnamu, prvi rat o kojem se iscrpno izvještavalo na televiziji i zbog toga se drži prvim „ratom u dnevnoj sobi“. Taj rat je jedan od rijetkih u kojem nije bilo vojne cenzure, ali se vojska uporno trudila kako bi upravljala informacijama. Novinari su, na primjer, bili isključeni iz invazije na Laos 1971.

### Zaljevski rat
U Zaljevskome ratu 1991. godine novinarstvo se nadziralo uz pomoć tzv. „pool-sustava”, (eng. Press pool). Odabrani novinari dolazili bi na određene lokacije unutar ratnoga područja i tamo radili pod nadzorom. Zaljevski rat je prvi „rat koji se vodio u stvarnom vremenu“ (eng. real-time war), što znači da su novinari, zahvaljujući prijenosnoj tehnologiji, mogli uživo izvješćivati iz rata. Unatoč aktualnosti, odnosno javljanjima uživo s mjesta događanja, gledatelji su dobivali samo čvrsto kontrolirane informacije od kojih je većina bila, kako je kasnije izjavio general Schwarzkopf, „pozorno sastavljene dezinformacije“.
Nakon toga se u medijima vrlo kritički raspravljalo o kvaliteti takvoga novinarstva jer je postajala opasnost od gubitka vjerodostojnosti. Vojska se nakon toga odlučila za aktivno upravljanje informacijama, tj. velikodušno opskrbljivanje medija informacijama, koje su opet bile manipulirane.

### Rat u Iraku
Tijekom rata u Iraku 2003. godine dolazi do pojave „embedding“ novinara, odnosno svrstavanje pojedinih novinara ili cijelih snimateljskih ekipa uz dijelove postrojbi koje bi pratili tijekom akcija. To je bio napredak jer su novinari mogli izvještavati s različitih mjesta i slati ekskluzivne snimke koje nisu morali dijeliti s drugim novinarima, a vojska je na taj način mogla neprijatelju slati poruke o vlastitoj nadmoći te nadzirati izvore novinarskih informacija. Zbog stalnoga provođenja vremena s borbenim jedinicama koje su pratili, novinari su se solidarizirali s njima. Međutim, kod predstavnika medija u domovinama raspoređenih novinara došlo je do kritičkoga odmaka i domoljubnoga novinarstva. To vlastima pomaže u širenju propagandnih poruka i stvaranju lažne slike o neprijatelju.

## Teoretsko utemeljenje upravljanja javnim mišljenjem u ratu
Carl von Clausewitz, pruski vojnik i njemački vojni teoretičar izjavio je da za Napoleonove pobjede nije bila ključna samo njegova vojna snaga i sprema već oduševljenje naroda. U središtu rata bio je borbeni moral,a ne borbena snaga. Prema von Clausewitzevoj teoriji svaka teorija rata mora imati na umu tri čimbenika:
- Vlast koja određuje cilj rata,
- vojsku koja se za to bori te
- narod koji ih podržava.

Prema tome može se izvesti teorija o nužnosti cenzure, odnosno kontrole ratnog novinarstva koja se odnosi na razinu vojnih akcija, tj. iznenađivanje i dezinformacija neprijatelja, ali uzima u obzir i narod, tj. njegovu spremnost podupiranja rata. O kvaliteti informiranja u ratu von Clausewitz piše: „većina informacija koje se dobivaju tijekom rata je proturječan, još veći dio netočan, a daleko najveći do je nesiguran.“ Ukratko većina informacija je netočna“.

## Opasnosti ratnoga novinarstva
Cenzuriranje izvještaja iz ratom zahvaćenih zemalja, napadi na novinare, batinjanja, uhićenja, „izbacivanja“ iz zemlje, ali i umorstva, nisu neuobičajen način razračunavanja s nepoželjnim novinarima. Računa se da je od Drugoga svjetskog rata do danas ubijeno više od pet stotina novinara. Prema podacima američkoga Odbora za zaštitu novinara tijekom 1989. poginulo je ili ubijeno 43 novinara pa je ta godina proglašena „najkrvavijom“ za novinare.  Prema podacima Međunarodne federacije novinara (IFJ-a), tijekom 1993. najmanje 75 novinara je ubijeno za vrijeme obavljanja svojega posla.
IFJ je tijekom 1990. objavio Priručnik za ratne izvjestitelje koji je temeljen na dotadašnjim novinarskim iskustvima. Iz Priručnika se može izdvojiti:
- Niti jedna reportaža nije vrijedna vašeg života. Vi ste važniji od reportaže.
- Ako vam se izravno prijeti udaljite se.
- Izbjegavajte pristranost. Vi ste profesionalac,a ne sudionik.
- Na javnim mjestima ne pravite bilješke tako da vas svatko može vidjeti
- Nikada ne izvlačite mikrofon ili bilježnicu bez dozvole.
- Ne pokazujte preveliki interes za vojnu opremu.
- Nikada ne skicirajte mape vojnih ustanova ili pozicija. Detalje pamtite.
- Reportaže na udaljenim mjestima,daleko od vlasti i medicinske pomoći, povećava rizik.
- Neodgovorni čin ili slabo provjerena informacija ne samo da vas mogu izložiti opasnosti već i vaše kolege mogu imati štetnih posljedica.

## Objektivno izvještavanje o žrtvama
Izvještaji ne smiju sadržavati emocije, odnosno novinarov sukob sa svojim emocijama jer se na taj način daje osobni komentar i udaljava od načela novinarske profesije. U izvještajima se mogu prenosit žrtvine emocije, jer pored njih izvjestiteljeve emocije su nevažne.
Izvještaji ne smiju biti pristrani, što je teško za novinare iz države koja napada ili koja je napadnuta. U takvim situacijam od novinara se  traži rad s punom savjesti prenoseći samo činjenice potkrijepljene dokazima, a ne sudjelovanje u demoniziranju protivnika i propagandi. Nitko se ne smije nedokazano osuđivat jer tako se gubi ugled kako izvjestitelja tako i žrtve.
Osnovno je pravilo navesti što više izvora. To podrazumijeva i nužnu provjeru žrtvine priče, ali može se tražiti i iskaz od onoga kojega se optužuje. Ako se do te osobe ne može doći onda se novinar treba potruditi prikupiti što više informacija od što više različitih izvora kako bi mogao napisati što nepristraniji izvještaj.